# Antimoniate de méglumine

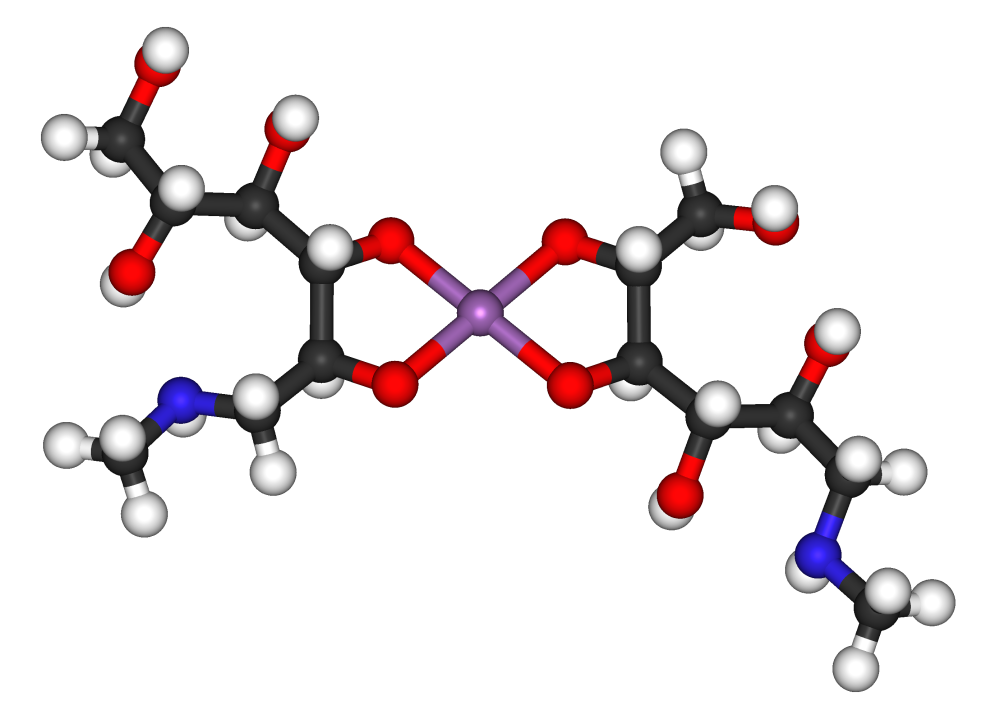
Composé de coordination formé par l'antimoniate de méglumine.

L'antimoniate de méglumine est un médicament utilisé pour le traitement de la leishmaniose contenant de l'antimoine(V). Sa structure chimique demeure ambiguë, avec une formule chimique généralement écrite C7H18N1O8Sb (anhydre) ou C7H20N1O9Sb (monohydrate). On pense que l'espèce chimique prépondérante en solution est un complexe de deux molécules de méglumine avec un cation d'antimoine Sb5+.
L'antimoniate de méglumine est administrée par voie parentérale.

## Divers
L'antimoniate de méglumine fait partie de la liste des médicaments essentiels de l'Organisation mondiale de la santé (liste mise à jour en avril 2013).